# イプティーメー
イプティーメー（古希: Ἰφθίμη, Iphthīmē）は、ギリシア神話の女性である。長母音を省略してイプティメとも表記される。主に、
- イーカリオスの娘
- ドーロスの娘

の2人が知られている。以下に説明する。

## イーカリオスの娘
このイプティーメーは、イーカリオスとペリボイアの娘で、トアース、ダマシッポス、イメウシオス、アレーテース、ペリレオース、ペーネロペーと兄弟。ペライの王エウメーロスと結婚し、おそらくゼウクシッポスの母となった。ホメーロスの叙事詩『オデュッセイアー』によると、女神アテーナーは思い悩んで眠るペーネロペーを慰めるためにイプティーメーに似せた幻を作り、ペーネロペーの夢枕に立たせた。しかしペーネロペーの妹はメデーとも、ヒュプシピュレーであるとも言われた。

## ドーロスの娘
このイプティーメーは、ドーロスの娘。ヘルメースとの間にサテュロスのリュコス、ペレスポンドス、プロノモスを生んだ。